# Harald Hansen
Harald Hansen (ur. 14 marca 1884 w Kopenhadze, zm. 10 marca 1927 w Aarhus) – duński piłkarz występujący podczas kariery na pozycji obrońcy.
Dwukrotny srebrny medalista Igrzysk Olimpijskich: najpierw w 1908 roku w Londynie, a następnie 4 lata później w Sztokholmie. Całą karierę klubową spędził w Boldklubben af 1893.